# مهبل مسنن

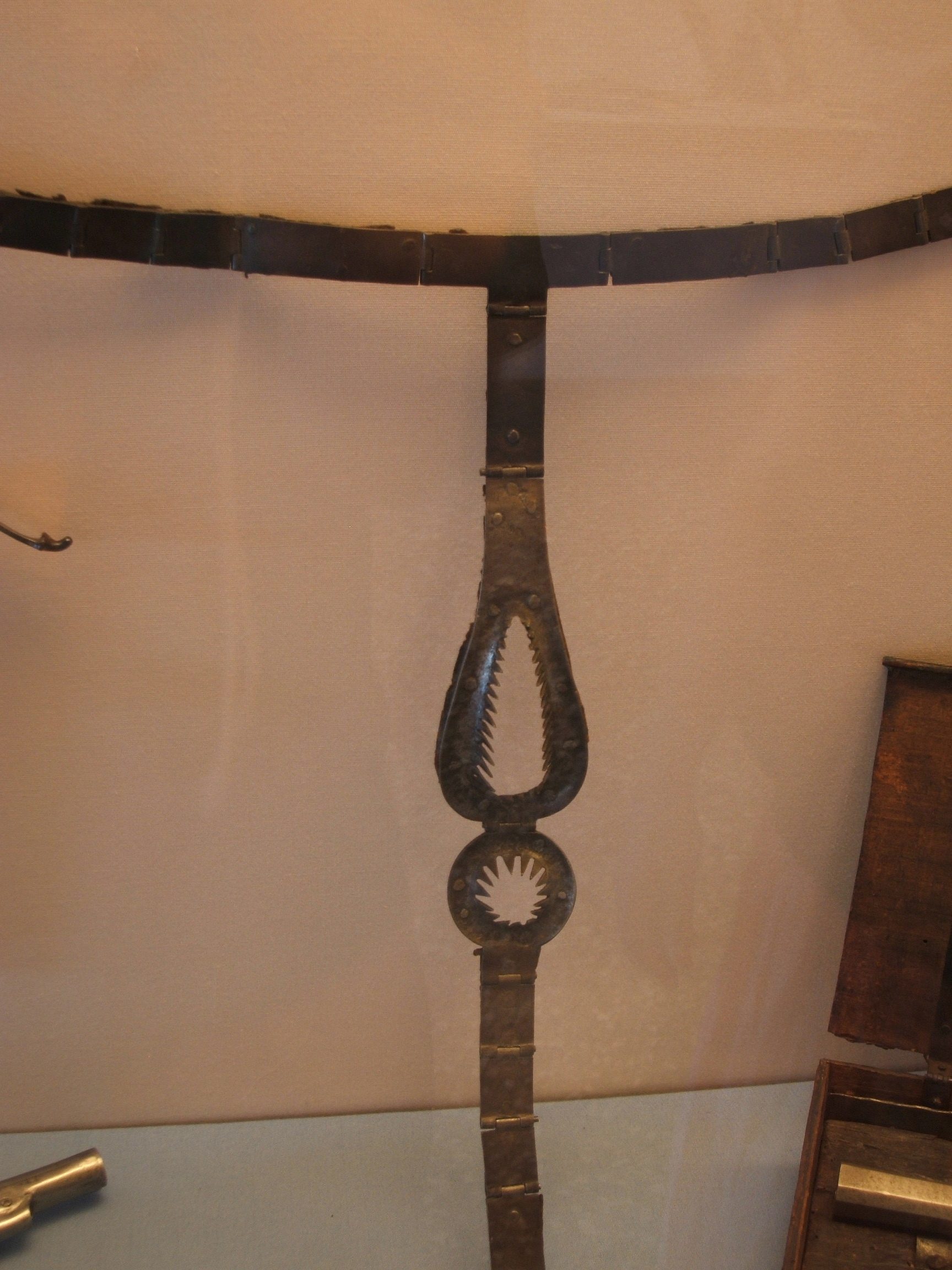
حزام عفة مسنن.

مهبل مسنن، (باللاتينية: Vagina dentata) تصفه حكاية فلكلورية بأن مهبل المرأة يحتوي على أسنان، وبعض الأثار المصحوبة بذلك هي الإصابة بجرح أثناء الجماع أو استئصال الخصيتين أو العضو الذكري بالنسبة للشريك. يغطي موضوع المهبل المسنن حالة طبية خاصة تصيب المهبل وبشكل أدق تسمي «كيسة جلدانية مهبلية» أكثر دقة.

## في الفولكلور
كثيراً ما تُسرد هذه القصص الشعبية للتحذير من مخاطر النساء غير المعروفات ولمنع حالات الاغتصاب.
يروي إريك نيومان إحدى هذه الأساطير «تعيش سمكة في مهبل الأم المرعبة؛ البطل هو الرجل الذي يتغلب على الأم المرعبة، ويكسر الأسنان من مهبلها، وبالتالي يحولها إلى امرأة».

### أمريكا الجنوبية
تظهر الأسطورة أيضًا في ميثولوجيا قبائل تشاكو وغيانا في أمريكا الجنوبية. في بعض النسخ من هذه الأسطورة، يترك البطل سنًّا واحدًا.

### الهندوسية
في الهندوسية، قُتل الأسورا أنداكا، ابن شيفا وبارفاتي (لكنه ليس على علم بذلك)، على يد شيفا عندما حاول إجبار شيفا المتنكر على تسليم بارفاتي. يتنكر آدي ابن أنداكا، وهو أيضًا من الأسورا، بشكل بارفاتي لإغواء وقتل شيفا بمهبل ذي أسنان من أجل الانتقام لأنداكا، لكنه يُقتل أيضًا.

### أساطير الآينو والشنتو
تحكي أسطورة عند شعب الآينو أن شيطان ذو أسنان حادة اختبأ داخل مهبل امرأة شابة وأخصى شابين في ليلتي زفافهما. نتيجةً لذلك، طلبت المرأة المساعدة من حدادٍ صمم فالوس (قضيبًا) حديديًّا لكسر أسنان الشيطان.
الفالوس الحديدي الأسطوري محفوظ في مقام كاناياما شينتو في كاواساكي باليابان، ويُقام هناك مهرجان الفالوس الحديدي الشهير كل ربيع. أيضًا، تعتقد بائعات الهوى أن الصلاة في هذا المقام ستحميهن من الأمراض المنقولة جنسيًّا.

### ميثولوجيا الماوري
في ميثولوجيا الماوري، يحاول الماوري المحتال تحقيق الخلود البشري عن طريق عكس عملية الولادة، بالتحول إلى دودة والزحف إلى مهبل هيني نوي تي بو (آلهة الليل والموت) والخروج من فمها أثناء نومها. تفشل خطته عندما يضحك طائر بيواكاواكا على مرأى من دخوله، فتستيقط هيني نوي تي بو، التي تعضه حتى الموت بأسنان مهبلها السبجي.

## الاستخدام المجازي
في كتابها الشخصية الجنسية (1991)، كتبت كاميل باليا: «المهبل ذو الأسنان ليس هلوسة متحيزة جنسيًّا: يتضاءل تأثير القضيب في المهبل، تمامًا مثلما تلتهم الطبيعة الأم البشرية من ذكور وإناث.»
في كتابه عامل الجبن، يعبر ستيفن جي. دوكات عن وجهة نظر مشابهة، وهي أن هذه الأساطير تعبر عن التهديد الذي يمثله الجماع للرجال الذين، على الرغم من دخولهم منتصرين، يغادرون مهزومين دومًا.

## المجال الطبي
في حالات نادرة، قد تنمو الكيسة الجلدانية (نوع من الورم) في المهبل. تتشكل الكيسات الجلدانية من الطبقات الخارجية لخلايا الجلد الجنينية. يمكن لهذه الخلايا أن تنضج في أنواع الأنسجة المختلفة، ويمكن لهذه الكيسات أن تتشكل في أي مكان في الجلد أو حيث ينثني الجلد نحو الداخل ليشكل عضوًا آخر، كما هو الحال في الأذن أو المهبل. ومع ذلك، عندما تحدث الكيسات الجلدانية في المهبل، تغطيها طبقة من الأنسجة المهبلية الطبيعية وبالتالي تظهر ككتلة، لا كأسنان ملحوظة.